# Rosa Kellner
Rosina „Rosa” Kellner (później Schimpfauer, ur. 21 stycznia 1910 w Monachium, zm. 13 grudnia 1984 tamże) – niemiecka lekkoatletka specjalizująca się w krótkich biegach sprinterskich, uczestniczka letnich igrzysk olimpijskich w Amsterdamie (1928), brązowa medalistka olimpijska w biegu sztafetowym 4 × 100 metrów.

## Sukcesy sportowe
- trzykrotna medalistka mistrzostw Niemiec w biegu na 100 metrów – dwukrotnie srebrna (1929, 1931) oraz brązowa (1927)[2]
- trzykrotna mistrzyni Niemiec w biegu sztafetowym 4 × 100 metrów – 1928, 1929, 1930[3]

| Rok  | Miasto    | Zawody               | Konkurencja        | Wynik         |
| ---- | --------- | -------------------- | ------------------ | ------------- |
| 1928 | Amsterdam | Igrzyska olimpijskie | sztafeta 4 × 100 m | brązowy medal |

## Rekordy życiowe
- bieg na 100 metrów – 12,2 (1931)